# ابوالفضل سپهری‌راد
ابوالفضل سپهری‌راد سرتیپ ارتش جمهوری اسلامی ایران است، که هم‌اکنون به‌عنوان معاون بازرسی ارتش جمهوری اسلامی ایران فعالیت می‌کند.
وی در خلال جنگ ایران و عراق از اعضای پدافند نیروی هوایی ارتش بود. سپهری‌راد از ۱۳۹۴ تا ۱۳۹۸ به‌عنوان معاون اجرایی قرارگاه پدافند هوایی خاتم‌الانبیا فعالیت می‌کرد، در فاصله سال‌های ۱۳۹۸ تا ۱۴۰۱ معاون هماهنگ‌کننده و رئیس ستاد نیروی پدافند هوایی ارتش بود و از ۱۴۰۱ معاون بازرسی فرمانده کل ارتش است.